# Viso del Marqués
Viso del Marqués est une commune d'Espagne de la province de Ciudad Real dans la communauté autonome de Castille-La Manche.

## Géographie
Viso del Marqués se trouve à 68 km de Ciudad Real, la capitale de la province. C'est un village situé aux pieds de la montagne Sierra Morena, juste à côté de Despeñaperros et de la province de Jaén (Andalousie). Le village est situé à une altitude de 776 mètres au-dessus du niveau de la mer. 
Viso del Marqués est proche de petits villages, par exemple Almuradiel, Bazán, Villalba de Calatrava, San Lorenzo de Calatrava, Santa Cruz, etc. 

## Histoire
Terre d'oliviers et de réserves de chasse (cerfs, sangliers, perdrix), le Viso est habité depuis l'Antiquité, on retrouve sa trace dès le XIIe siècle dans les chroniques du roi Alphonse VII « l'Empereur ». On suppose que le monarque mourut dans le village en 1157.
Après la bataille de Las Navas de Tolosa, en 1212, le Viso est cédé à l'Ordre de Calatrava. Mais, en 1539, le roi Charles I vendit les territoires du Viso et de Santa Cruz à l'amiral Álvaro de Bazán (el Viejo), père de Álvaro de Bazán premier Marquis de la Santa Cruz.

En 1611, Álvaro de Bazán fut nommé marquis du Viso, motif le village pris le nom de « Viso del Marqués ».

## Administration
| Période                                  | Période | Identité | Étiquette | Qualité |
| ---------------------------------------- | ------- | -------- | --------- | ------- |
|                                          |         |          |           |         |
| Les données manquantes sont à compléter. |         |          |           |         |

## Monuments et lieux d'intérêts
Le palais de don Álvaro de Bazán: il est situé dans le centre du Viso del Marqués, il est de style Renaissance avec des influences italiennes, plus exactement de Gênes. Il fut construit entre 1564 et 1586 par des architectes Génois. Il est caractéristique grâce à ses fresques qui représentent des batailles navales et des scènes mythologiques.  
L'église de Notre Dame de l'Assomption : elle se trouve à côté du palais de don Álvaro de Bazán. De style gothique renaissance, elle date du XV siècle. À l'intérieur se trouve un crocodile disséqué de 5 mètres de long venant du Nil, qui est l'emblème du village.   
Le musée AVAN: Visite obligatoire pour qui veut connaître la faune et la flore de la région. Le musée possède plusieurs collections de fossiles (trilobites, fougères, coraux, poissons, mollusques, défenses d'éléphants, etc.)  
La place du Pradillo: Place principale du village où se trouve une belle fontaine et il y a plusieurs bars pour déguster de délicieuses tapas.   
L'ermitage Saint-André : Elle se situe à 16 km du Viso. Le jour du saint patron du village est le 30 novembre néanmoins, on le célèbre en mai lors de la romería (fête où on mange, on danse...).  

## Sports
Futsal: Il existe un club qui s'appelle l'Atlético Viseño fondé en 1974. Il évolue en primera autonómica. Les couleurs de l'équipe première sont maillot noir, short noir et chaussettes blanches. La deuxième équipe porte un maillot rouge, un short bleu foncé et des chaussettes blanches. Les matchs ont lieu dans la salle de sport Álvaro de Bazán d'une capacité de 250 personnes. Les trois juniors Pablo Sánchez, Mario Martín et David Ciudad Real joue en première.
Padel : Il y a deux terrains de padel juste à côté de la salle de sport. De plus en plus de viseño/a y jouent. 
Piscine municipale : Elle est ouverte de fin juin jusqu'à début septembre. Des classes de natation et d'aquagym sont proposées. Il y a deux piscines, un grand bain et un petit bain.
Salle de musculation : il y a trois zones différentes, une salle pour Pilates, une salle pour Spinning et une salle pour la musculation avec plusieurs appareils.
Pétanque :  plusieurs fois par semaine, des gens se retrouvent place de la Guardia Civil pour pratiquer ce sport.

## Gastronomie
Gachas: Plat typique, appelé plat du pauvre, à base de: farine de almortas, eau, ail, huile d'olive, piment en poudre. On y ajoute du lard et du chorizo. 
Migas: Plat typique composé de: mie de pain, eau, huile d'olive, ail, poivron vert. On l'accompagne avec du chorizo, du lard, du raisin et parfois des sardines ou un oeuf au plat.
Fromage manchego: Élaboré avec du lait cru de brebis, on peut en trouver du frais, du demi-sec, du sec et également à l'huile d'olive. Une des marques les plus connues est "Puerta de Almuradiel".
Pisto manchego: Plat typique composé de: tomates, oignon, poivron vert et rouge, courgette, ail, huile d'olive. On le sert sur une tranche de pain ou avec un oeuf au plat.
Agneau manchego: les fameuses "chuletas" d'agneau. 
Vin: plusieurs "bodegas" se trouvent aux alentours du village, offrant des vins blancs, rosés et rouges.

## Centres scolaires
- CEIP Nuestra Señora del Valle: Ce centre scolaire offre trois années de maternelle et six ans d'école primaire. Il y a deux bâtiments, une cantine et une grande cour de récréation. On peut y trouver 120 élèves environ.

- IES Los Batanes: 130 élèves plus ou moins peuvent étudier 4 ans équivalent au collège et 2 ans équivalent au lycée. Le centre compte avec une petite salle de sport et deux terrains de hand pour les cours d'éducation physique.

## Jumelage
Le village est jumelé avec Burjasot (Valencia).